# Пойди, поставь сторожа
«Пойди, поставь сторожа» — роман писательницы Харпер Ли, написанный в конце 1950-х годов, однако впервые изданный лишь в июле 2015 года. В названии приведены слова из Книги пророка Исаии, 21:6.
Был включён в список бестселлеров по версии Publishers Weekly за 2015 год.

## История создания
Книга была закончена раньше выхода в свет романа «Убить пересмешника», но не была опубликована: издатель, которому Ли предложила свой первый роман, порекомендовал ей развернуть в новую книгу содержавшиеся в нём воспоминания главной героини о детстве.
Некоторые американские СМИ высказывают сомнения в том, что решение о публикации старого сочинения было принято престарелой писательницей осознанно и добровольно. Утверждается даже, что, по сути дела, рукопись — это ранняя редакция романа «Убить пересмешника».
На русский язык книгу перевёл Александр Богдановский.
По словам писателя Сергея Лукьяненко, его литературный агент Эндрю Нюрнберг, также бывший агентом Харпер Ли, случайно обнаружил рукопись «Пойди, поставь сторожа» в банковской ячейке, в которой лежала рукопись «Убить пересмешника».